# De'Riante Jenkins
De'Riante Jenkins (Chicago, 12 novembre 1996) è un cestista statunitense.